# 東京株式取引所

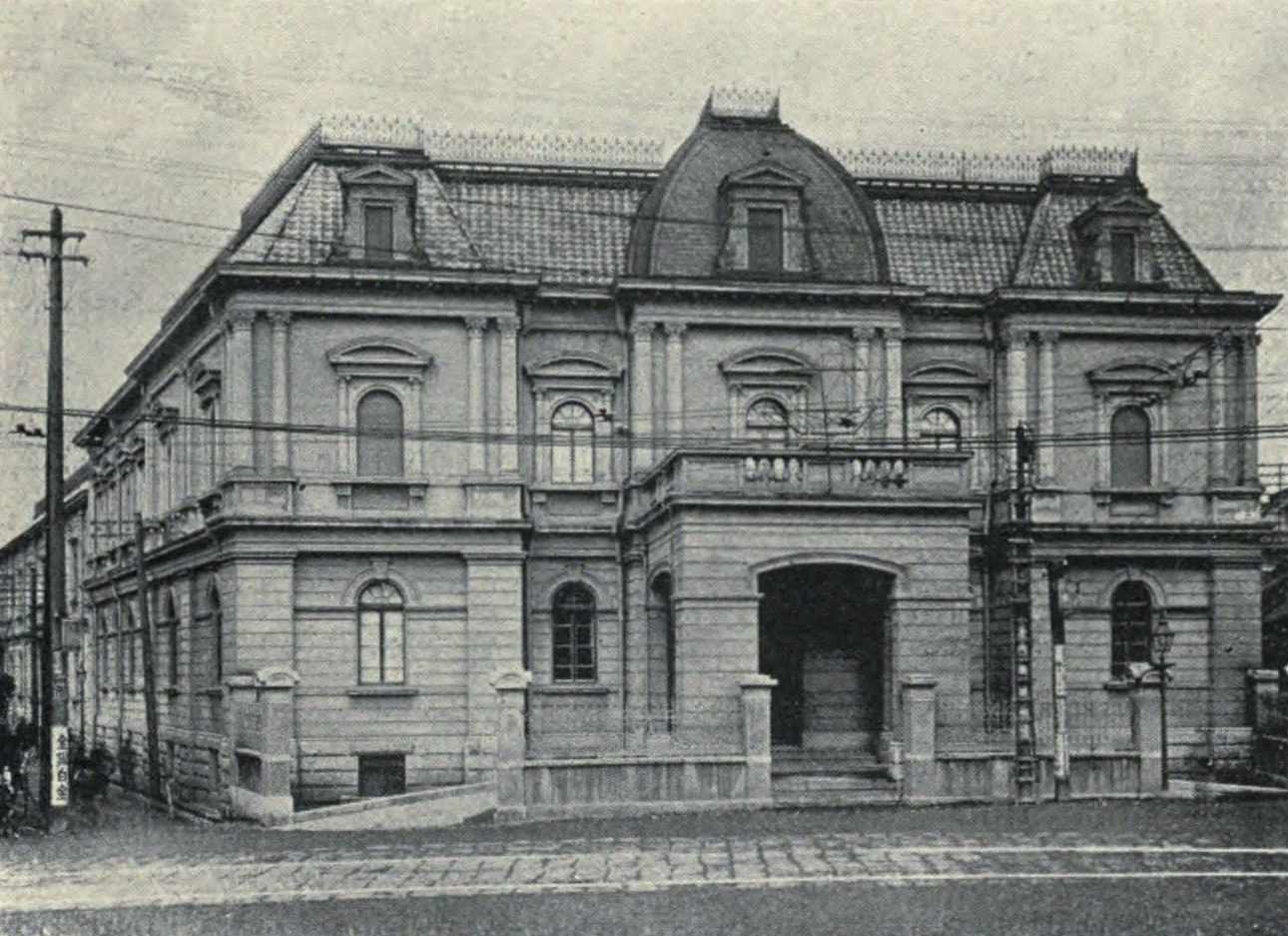
東京株式取引所

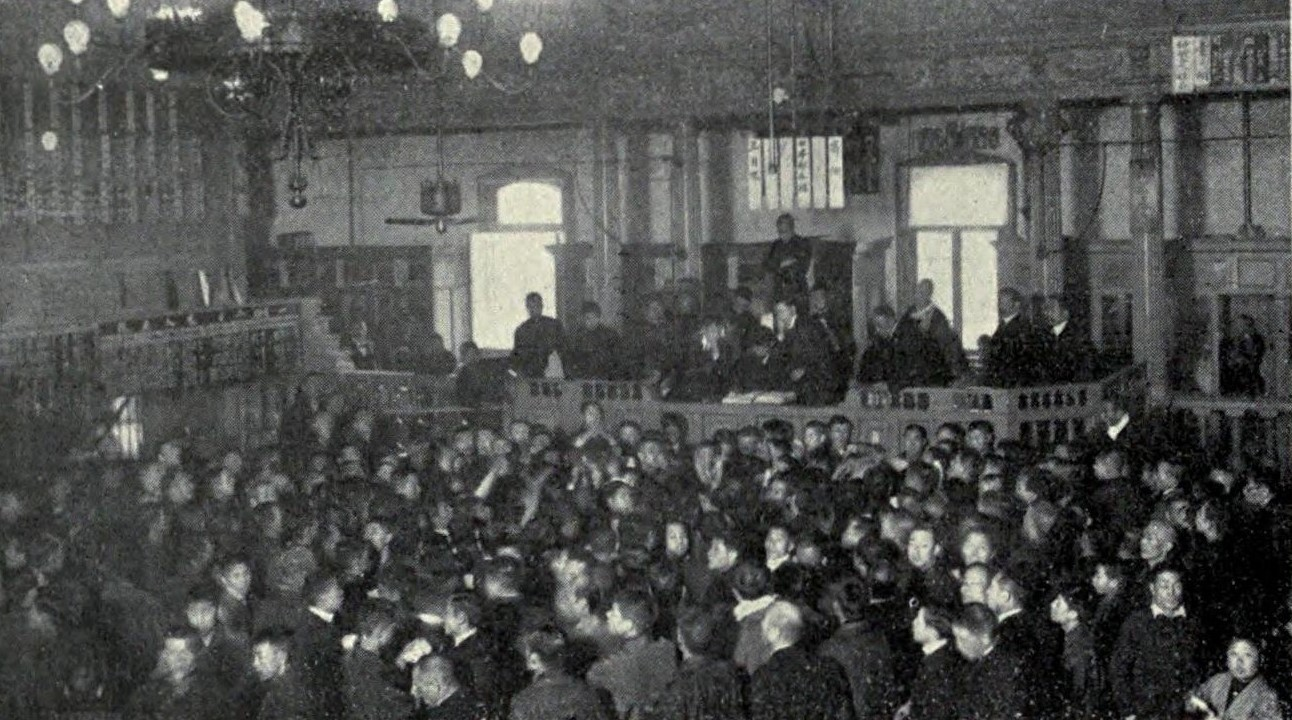
東京株式取引所内部

東京株式取引所（とうきょうかぶしきとりひきじょ）は、現在の東京都中央区日本橋兜町に所在していた、日本初の公的な証券取引機関である。通称	東株（とうかぶ）	。
1878年に設立、1943年に全国の11株式取引所が統合され、日本証券取引所となり廃止、旧東京株式取引所が本所となる。戦後は東京証券取引所（東証）として新たに事業を開始した。

## 上場企業
1878年（明治11年）5月22日に開業した時点において、上場銘柄 は旧公債（無利子）、新公債（年4%）、秩禄公債（年8%）の3種のみであり、上場企業は0であった。同年内には、金禄公債、起業公債が上場し、さらに初の上場企業として東京株式取引所が上場、東京蠣殻町米商会所、東京兜町米商会所、第一国立銀行が続いたが、依然として取引の中心は公債であった。また、開業初年に上場した4社は、東京株式取引所自身か設立発起人の渋沢栄一、田中平八が関与する企業であり、その後もしばらく新規上場は低調に推移した。
明治期に設立された株式会社は、軽工業主体の小規模企業が中心であり、資本金500万円を超える大企業の増加は第一次世界大戦を転機とする重工業主体への産業構造の変化以降である。また、財閥が傘下の優良企業株を排他的に保有していたことから、優良企業株の上場は乏しく、投資資金や銀行による信用供与が不十分であったため、先物取引中心に発展し、株式取引は投機的なものとなった。
このような投機的な性格から、明治年間においては、株価指数のような株式市場の全体もしくは主要部を俯瞰するものは全く存在しなかった。

## 自社銘柄
自社銘柄である東京株式取引所の株式及びその新株（通称を新東という。関西では、あずま新という。）は当時の上場株式の中でも指標、代表銘柄として活発に売買され、東京株式取引所株の株式相場は、景気の指標としての機能があった。特に新東は、株式としては、当時の日本で最も取引された銘柄であり、新東株の投機は非常に盛んで、新東投機には莫大な資金量が投入され、事あるごとに問題視されていた。また、地方取引所では殆んど新東の売買が行われていた。

## 沿革
- 1874年（明治7年）10月13日 - 株式取引条例（太政官布告第107号）制定。
- 1878年（明治11年） 
  - 1月17日 - 東京株式取引所創立準備の為め第１回株式集会を開催し、東京府下第一大区十五小区兜町6番地を本所の位置と定め、同地の第一国立銀行の所有に係る家屋を購入しこれを営業所に充てるべきことと可決。
  - 1月19日 - 当事者間で上記家屋の売買契約成立（以て、増築と修理を施した）。
  - 5月4日 - 根拠法である株式取引所条例（太政官布告第8号）が制定。
  - 5月10日 - 東京府経由で、渋沢栄一、木村正幹、益田孝、福地源一郎、三井武之助、三井養之助、三野村利助、深川亮蔵、小室信夫、小松彰、渋沢喜作を発起人とし、東京株式取引所の設立を出願。
  - 5月15日 - 大蔵卿大隈重信から免許を受け、正式に成立。資本金1200万円、払込高800万円[4]。
  - 6月1日 - 14時、仲買人76名、取引所職員14名によって営業が開始。
  - 6月3日 - 定期取引、現場取引の売買が開始される。
  - 7月15日 - 日本初の上場株式として東京株式取引所の売買が開始される。
  - 9月 - 第一国立銀行（現みずほ銀行・旧第一勧業銀行）の株式が上場。
- 1879年（明治12年） 
  - 4月1日 - この日以降の営業日に直取引の売買が開始される。
  - 10月14日 - 金銀貨幣の売買が開始される。
- 1883年（明治16年）10月1日 - 東京米商会所所有の兜町4番地の旧兜町米商会所の市場及び事務所の建物を譲渡された（購入した）所で営業開始（9月30日移転）。
- 1893年（明治26年）10月1日 - この日以降の営業日に延取引の実施が開始される。
- 1924年（大正13年）6月1日 - この日以降の営業日に短期取引（短期清算取引）が開始される。
- 1943年（昭和18年）6月 - 戦時統制機関への改編で日本証券取引所に統合され、解散。東京は本所として使用。
- 1945年（昭和20年）8月 - 終戦に伴い立会が停止。
- 1947年（昭和22年）4月 - 日本証券取引所の解散。

## 関連法令
株式取引条例（明治7年第107号布告）が制定され、明治11年第8号布告をもって前条例が廃止され、株式取引所条例が制定された。株式取引所条例は、明治13年第20号及び第57号、明治14年第28号、明治15年第64号、明治18年第37号布告により改正している。

## 創立発起人（11名）
- 渋沢栄一
- 木村正幹
- 益田孝
- 福地源一郎
- 三井武之助
- 三井養之助
- 三野村利助
- 深川亮蔵
- 小室信夫
- 小松彰
- 渋沢喜作

## 歴代所長
特記なき場合『日本官僚制総合事典 : 1868-2000』による。
頭取
- 小松彰：1878年1月31日 - 1879年1月12日
- 渋沢喜作：1879年1月12日 - 1880年8月27日
- 井関盛艮：1880年8月27日 - 1881年1月9日
- 小松彰：1881年1月9日 - 1886年10月17日
- 河野敏鎌：1886年10月17日 - 1888年5月5日
- 谷元道之：1888年5月5日 - 1892年1月10日
- 大江卓：1892年1月10日 - 1893年9月20日

理事長
- 大江卓：1893年9月20日 - 1899年1月8日
- 金子堅太郎：1899年1月8日 - 1900年1月7日
- 中野武営：1900年1月7日 - 1910年12月22日
- 郷誠之助：1910年12月22日 - 1924年12月20日
- 岡崎国臣：1924年12月20日 - 1933年12月23日
- 梶原仲治：1933年12月23日 - 1935年12月23日
- 杉野喜精：1935年12月23日 - 1939年6月23日
- 副島千八：1939年6月23日 - 1943年6月30日（日本証券取引所に統合され、解散）

## 資本金および株主数
- 資本金: 20万円
- 株主数: 95名

## 上場証券
- 公債
- 株式